# Alfonso Oliva
Alfonso Oliva (L'Aquila, ... – Roma, 23 ottobre 1544) è stato un arcivescovo cattolico italiano.

## Biografia
Nato all'Aquila da famiglia nobile, fratello di Benedetto, entrò nell'Ordine di Sant'Agostino nel convento di Sant'Agostino ad Acquapendente. Dal 1529 affiancò Gabriele Mascioli, sacrista del Palazzo apostolico, nei suoi compiti e gli succedette nel 1534 per volontà di papa Paolo III; mantenne poi l'incarico fino alla morte.
Il 20 agosto 1535 venne nominato vescovo di Bovino dallo stesso pontefice e fu consacrato il 25 agosto successivo dall'arcivescovo Martinho de Portugal, insieme a Giovanni de Rosa e Dionisio Zannettini come co-consacranti. Il 13 maggio 1541 Paolo III lo nominò arcivescovo metropolita di Amalfi, incarico che mantenne fino alla morte, avvenuta nel 1544 a Roma.

## Genealogia episcopale e successione apostolica
La genealogia episcopale è:
- Cardinale Girolamo Grimaldi
- Arcivescovo Martinho de Portugal
- Arcivescovo Alfonso Oliva, O.E.S.A.

La successione apostolica è:
- Vescovo James Fitzmaurice, O. Cist. (1536)
- Vescovo Quintin Cogly, O.P. (1536)
- Vescovo Hugh O'Cervallen (1537)
- Vescovo Angelo Colocci (1537)
- Vescovo Giovanni Campeggi (1537)
- Vescovo Roland Burke (1537)
- Vescovo Giovanni Guidiccioni (1537)
- Vescovo Bernardino Visconti (1537)
- Vescovo Giovanni Francesco Pogliasca (1538)
- Vescovo Valentin von Tetleben (1538)
- Cardinale Federico Cesi (1538)
- Vescovo Pietro Paolo de Thisis (1540)
- Vescovo Ascanio Cesarini (1540)
- Vescovo Luigi Vannini de Theodoli, C.R.L. (1541)
- Vescovo Alfonso de Sanabria (1541)
- Vescovo Girolamo Maccabei (1543)
- Vescovo Tommaso Stella, O.P. (1544)
- Vescovo Gian Antonio Fassano (1544)